# Tharra leucomelana
Tharra leucomelana är en insektsart som beskrevs av Walker 1870. Tharra leucomelana ingår i släktet Tharra och familjen dvärgstritar. Inga underarter finns listade i Catalogue of Life.